# Susana y los viejos (Tintoretto)
Susana y los viejos (en italiano Susanna e i vecchioni), es uno de los cuadros más conocidos del pintor Italiano Tintoretto. La obra está realizada en óleo sobre lienzo. Mide 147 cm de alto y 194 cm de ancho. Fue pintado en 1560-1565 y se encuentra actualmente en el Kunsthistorisches Museum de Viena, Austria.

## Tema
La obra representa a Susana, cuya historia figura en la versión griega del Libro de Daniel. La historia de Susana es la de una joven «muy bella y temerosa de Dios», esposa del rico Joaquín, a quien dos viejos espían durante el baño. La intentan obligar a tener relaciones sexuales con ellos, diciéndole que, si no accede, dirán que se ha quedado sola, sin sus doncellas, para estar con un joven. Susana no cede a sus amenazas. Entonces los viejos la acusan de adulterio y consiguen que se la condene a muerte. Interviene entonces el profeta Daniel quien, interrogando a los ancianos, acaba probando la falsedad de la imputación, con lo que Susana se salvó y los ancianos fueron ejecutados.

## Descripción

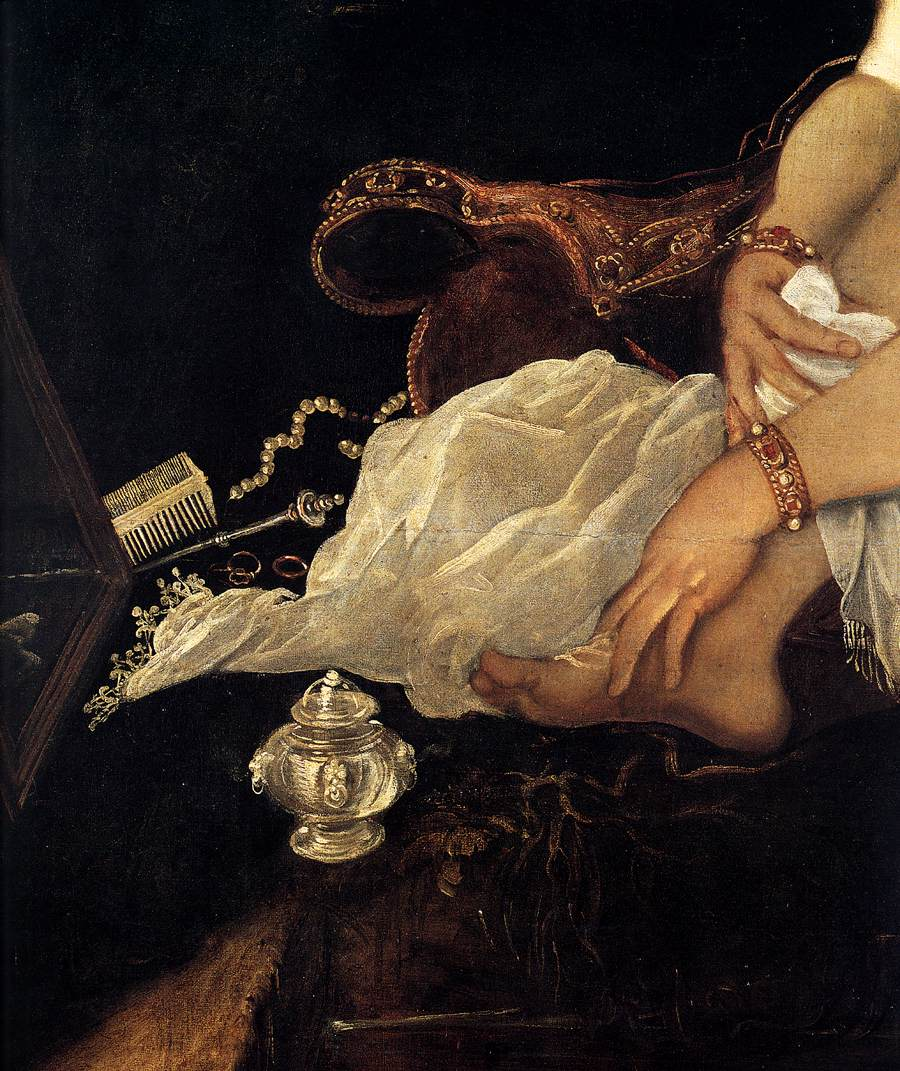
detalle.

A diferencia de las tendencias moralizantes, Tintoretto eligió representar no el momento dramático en el que los dos viejos se manifiestan abiertamente ante Susana, ni tampoco el castigo de los viejos lascivos sino otro, aún sereno, de la protagonista que se mira en un espejo en el interior de un jardín idílico, concentrándose así en el contenido erótico de la escena.
Aunque ocupe la mitad derecha del cuadro, el personaje de Susana es el centro de atención, con una blancura deslumbrante bañada de luz. Es una joven de encantos en plena madurez, desnudo femenino intermedio entre Miguel Ángel y Rubens.
A la izquierda, hay un seto de rosas, a cuyos extremos se encuentran los viejos. Entre Susana y ese seto aparecen toda una serie de objetos y joyas que parecen un bodegón por sí mismos, entre ellos el espejo en el que Susana se mira, el paño de seda blanco para secarse y un frasco de perfume de porcelana, con llamativos brillos.
La composición lleva la mirada, a través de las perspectivas de líneas de fuga, hacia el fondo del cuadro, al estanque con sus reflejos en el agua y el parque más allá. La luz del sol cae sobre partes de la cara y el cuerpo de Susana, lo que Tintoretto ha desarrollado como un efecto de claroscuro.
El enrejado de rosas se encuentra entre dos árboles. El tronco del árbol frontal se extiende como una línea sobre toda la altura de la imagen y lo divide en dos secciones: una izquierda, que solo cubre aproximadamente el veinte por ciento del área de la imagen, y una derecha mucho más grande, que ocupa aproximadamente el ochenta por ciento.
Una urraca está posada en una rama a la derecha sobre Susana, detrás de ella se puede ver un arbusto de saúco. Una familia de patos está nadando en el río a la derecha detrás de un anciano. La estrecha zona ajardinada con la piscina está delimitada por una valla de madera además del seto de rosas. Los postes en el área de entrada están diseñados como cariátides. A través de la entrada, la vista se abre a un amplio jardín con un río, prados y bosques. En la orilla del río en el fondo se pueden ver cérvidos. Una mirada más cercana revela el contorno de una ciudad rodeada de agua, que probablemente sea la ciudad de la laguna de Venecia - la patria de Tintoretto.

## Interpretación

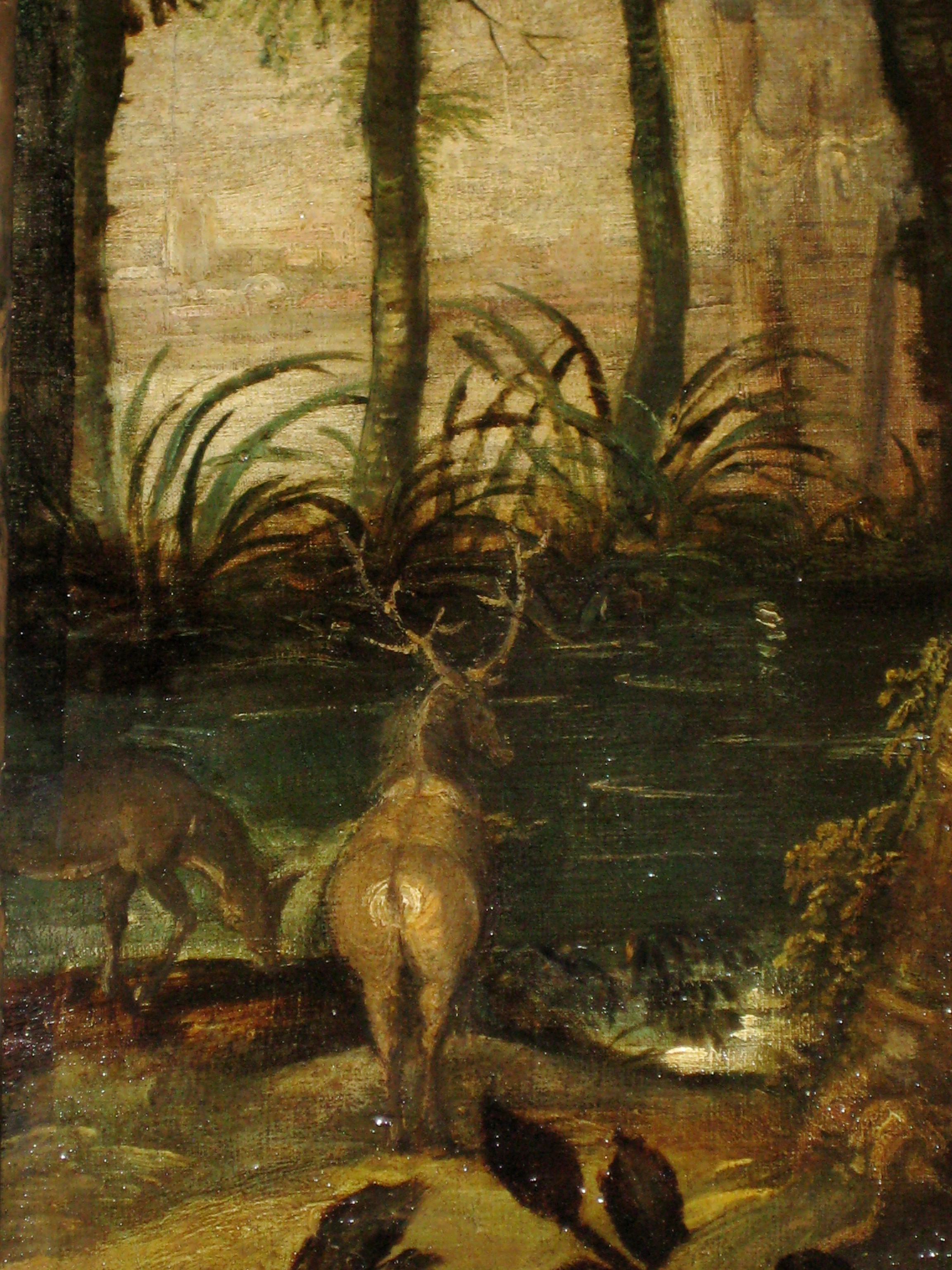
J. T .:detalle: ciervo y cierva en primer plano, árboles detrás y el contorno de Venecia.

Tintoretto elige una escena en la que Susana parece tan absorta en su reflejo que no se da cuenta de los dos viejos emboscados, mirones y difamatorios. Además, el artista coloca el acto de Susana tan claramente en el centro de atención utilizando la técnica del claroscuro que el propio espectador se convierte en un mirón.
Para aclarar el mensaje moral contenido en la narrativa bíblica, Tintoretto usa simbolismo de los colores y de los animales. La urraca representa la difamación inminente, los patos la lealtad, las rosas el placer. El blanco de las flores de saúco y los objetos junto a Susana representan inocencia y pureza. La túnica roja de los ancianos indica peligro y lujuria. El ciervo representa el deseo y la lujuria.
El tronco del árbol frontal divide la pintura en dos partes, que podrían interpretarse como dos escenas. La representación esquemática de Venecia en la parte pequeña izquierda sugiere que Susana en la parte más grande derecha simboliza la ciudad laguna de Venecia. Además, el ciervo como un signo de anhelo puede interpretarse en relación con los acontecimientos políticos en el momento de la creación de la pintura de Tintoretto: A mediados del siglo XVI, Venecia estaba amenazada por el Imperio otomano bajo Solimán el Magnífico, porque desde la Batalla de Preveza la flota otomana se ha convertido en la principal potencia naval en el Mar Mediterráneo. La dominación de Solimán incluso se extiende al área de la antigua Babilonia, donde había tenido lugar la historia representada por Tintoretto. En consecuencia, los dos viejos en la pintura son emblemáticos de los otomanos que desean la bella y rica ciudad de Venecia.
Con Susana como una representación personificada de Venecia y el ciervo como símbolo de lujuria, la imagen también podría interpretarse como una crítica oculta de la sociedad veneciana en la época de Tintoretto. Las numerosas prostitutas de la ciudad se convirtieron en chivos expiatorios de enfermedades venéreas como la sífilis, que afectó a Venecia en forma de mortífera epidemia. Susana es considerada inocente tanto en la narrativa bíblica como en la imagen de Tintoretto. En sentido figurado, esto podría significar que Tintoretto no denuncia a las prostitutas de Venecia, sino a los hombres que, a pesar de la amenaza de infección persistente de su lujuria, utilizan sus servicios, pero atribuyen la culpa de las enfermedades de transmisión sexual a las mujeres.

## Historia
El pintor veneciano pintó otros cuatro cuadros análogos, conservados en el Louvre de París, en el Museo del Prado de Madrid, en la Galería Nacional de Arte de Washington y en una colección privada no identificada.

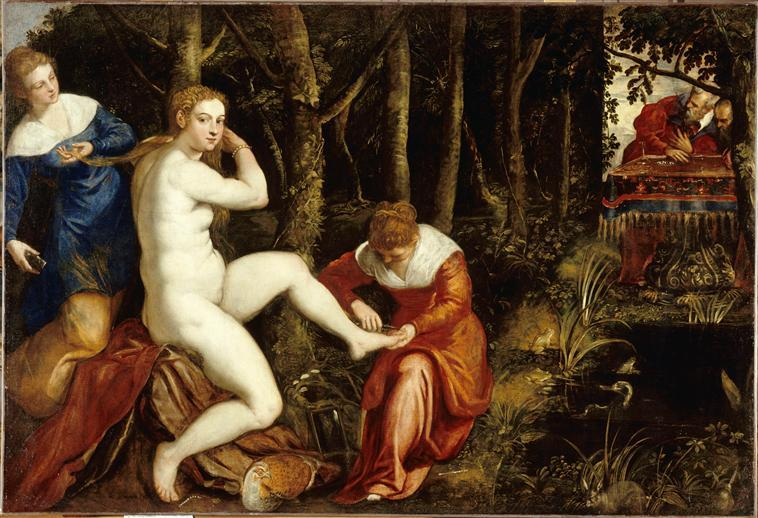
Susana y los viejos (c. 1550–1560), Louvre
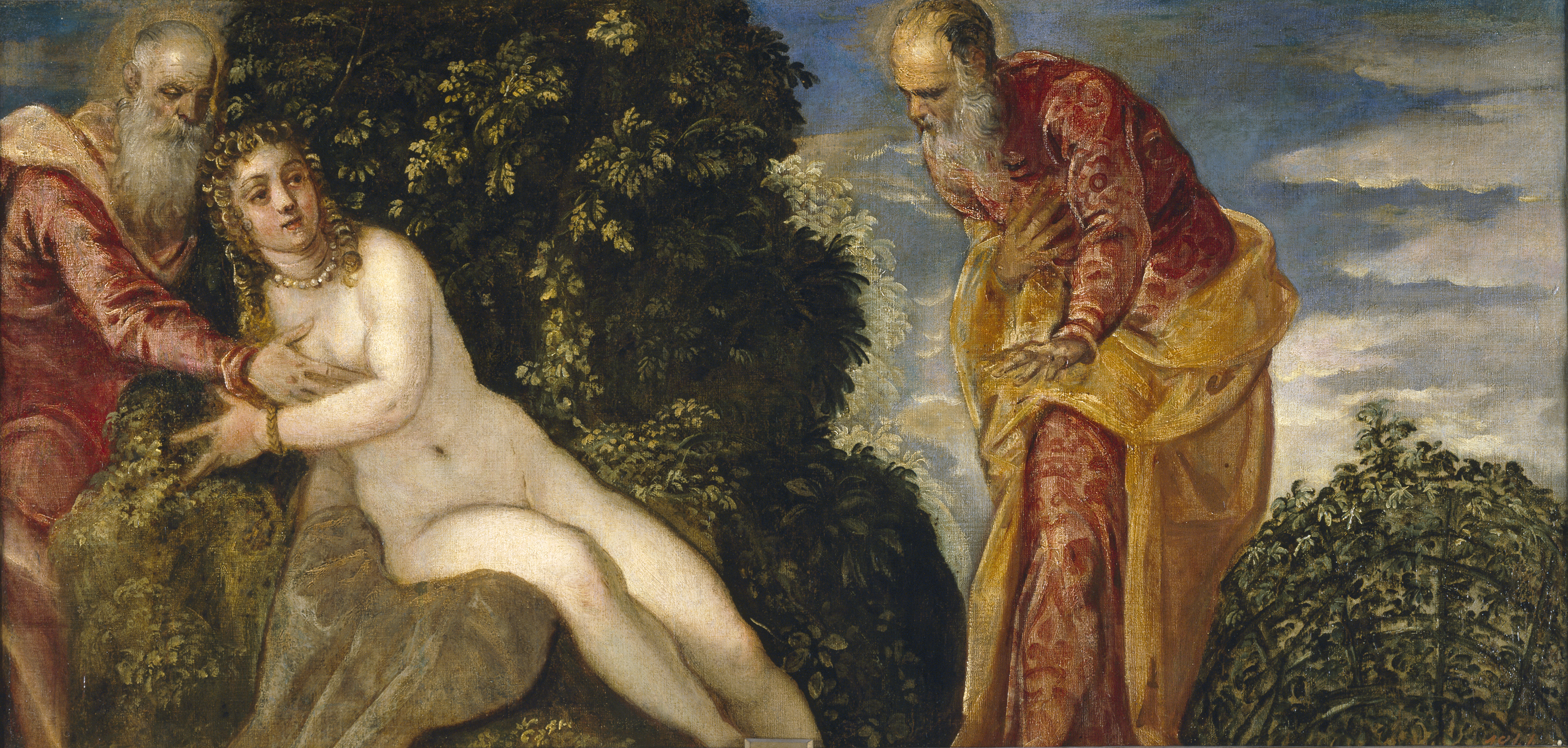
Susana y los viejos (c. 1552–1555), Museo del Prado
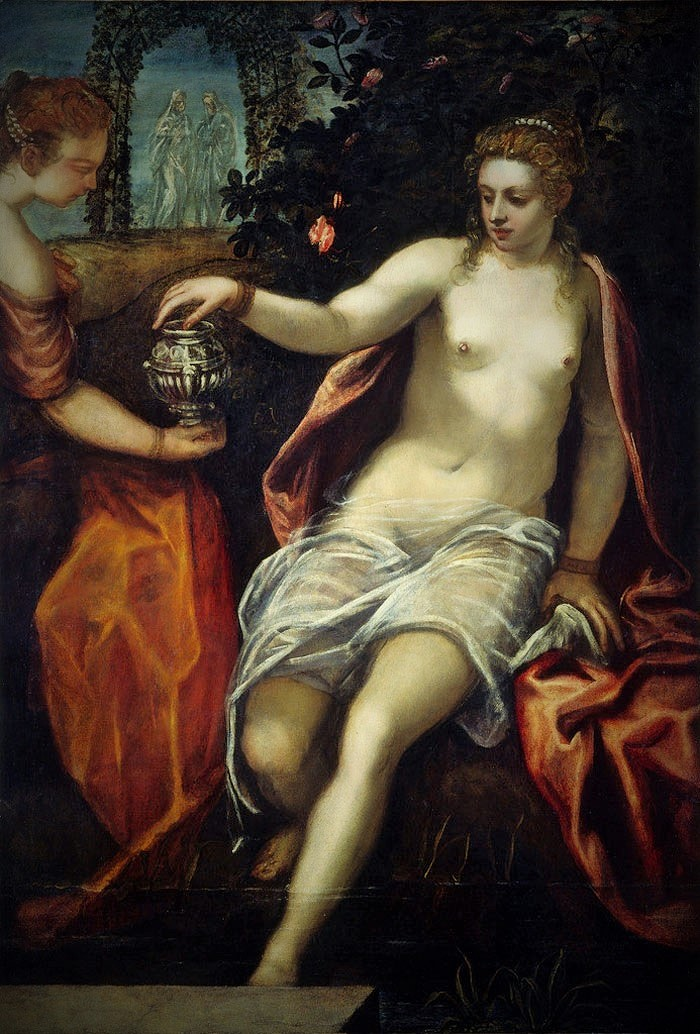
Domenico Tintoretto/ estudio Jacopo T.: Susana, c. 1580, NGA